# Blek dvärgspindel
Blek dvärgspindel (Mioxena blanda) är en spindelart som först beskrevs av Simon 1884.  Blek dvärgspindel ingår i släktet Mioxena och familjen täckvävarspindlar. Enligt den finländska rödlistan är arten nära hotad i Finland. Arten är reproducerande i Sverige. Artens livsmiljö är hagmarker och lövängar. Inga underarter finns listade.